# Apple Icon Image
Apple Icon Image (Icns) è il formato icona utilizzato da macOS e sviluppato dalla Apple inc. Esso supporta icone 16×16, 32×32, 48×48, 128×128, 256×256, 512×512 e 1024×1024 pixel, il canale alfa e la sovrapposizione di più immagini (per esempio una cartella aperta e chiusa).
Il formato è semplicemente composto da massimo 6 immagini TIFF sovrapposte, che spesso sono solo di grandezze diverse, e altre volte sono immagini diverse a seconda dello stato che l'icona deve assumere in relazione al programma che la gestisce.

## Programmi usati
Per convertire le immagini da formati standard esistono diversi programmi:
- Icon Composer: è l'accessorio sviluppato dalla Apple che fa parte dei developer tool, permette di creare immagini icns partendo da formati standard.
- Img2icns questo tool oltre che convertire le immagini in icns le converte nella dimensione usata negli iPhone e iPod touch
- FastIcns: Ha le stesse funzioni di Icon Composer ma con una grafica molto particolare
- GraphicConverter: Permette di salvare in molteplici formati incluso ovviamente icns e ha anche numerose funzioni di grafica.